# Roland Juno

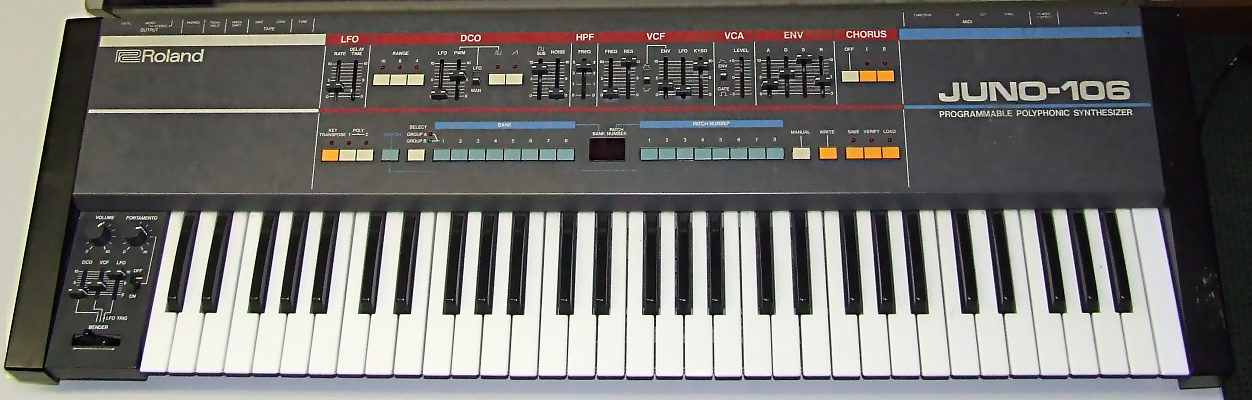
Roland Juno-106.

Roland Juno est une famille de synthétiseurs commercialisée par la société japonaise Roland entre 1982 et 1986.
Basé sur une architecture de synthèse simple et efficace, le Juno a été décliné en quatre versions successives suivant les progrès techniques (mémorisation des paramètres, contrôles numériques, norme MIDI) et les goûts du public (domination des sons numériques FM). Grâce à un effet chorus intégré, les synthétiseurs Juno ont un timbre très typé, associé à la pop des années 1980 et aux musiques électroniques des années 1990.
Les claviers Juno-D et Juno-G sortis respectivement en 2005 et 2007 reprennent sous forme d'échantillons une partie des sons Juno mais ne partagent pas le même principe de synthèse que la série initiale.

## Caractéristiques communes
- 1 oscillateur par voix (carré, carré modulé, dents de scie, mélangeables) avec sub-oscillateur
- 1 générateur de bruit blanc
- 6 voix de polyphonie
- 1 LFO (triangle)
- monotimbral
- 1 filtre passe-bas résonnant de 24 dB/octave
- 1 filtre passe-haut statique
- 1 effet chorus

## Versions

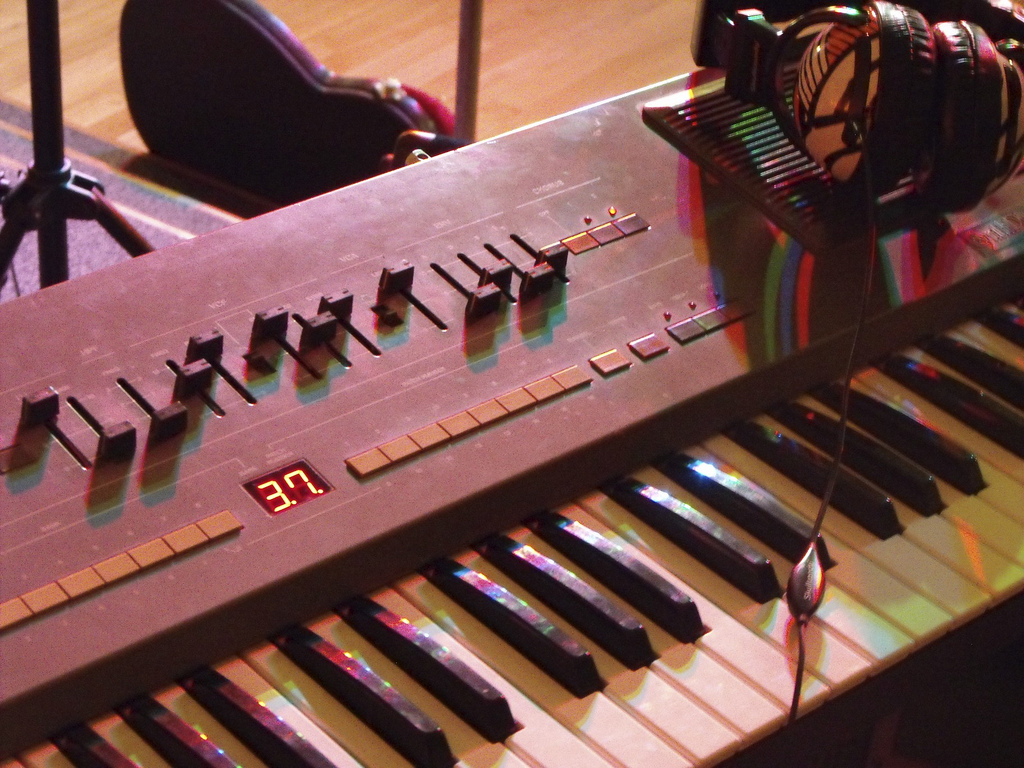
Détail d'un Roland HS-60 (Juno-106 avec haut-parleurs).

- Juno-6 (1982), 61 touches, avec arpégiateur, aucune mémoire de sauvegarde.
- Juno-60 (1983), 61 touches, avec arpégiateur, 56 mémoires et une interface pré-MIDI (DCB).
- Juno-106 (1984), 61 touches, sans arpégiateur mais avec un contrôle MIDI très complet, c'est aussi le plus apprécié et le plus recherché.
- Alpha-Juno 1 et 2 (1985 - 1986), avec respectivement 49 et 61 touches. Quoique moins prisés que les précédents à cause du paramétrage par potentiomètres optionnel (le boîtier PG 300), les Alpha-Juno ont été abondamment utilisés pour la techno hardcore (le fameux son « Hoover »). Ils possèdent une molette rotative permettant de modifier des combinaisons de paramètres en temps réel. L'implantation MIDI étant très complète, ces deux synthés peuvent être aisément contrôlés par une surface de contrôle MIDI.
- Il existe des versions racks (MKS-7 pour le Juno 106 et MKS-50 pour l'Alpha-Juno) et des claviers avec amplification interne, le HS-60 (Juno 106) par exemple.

## Artistes notables ayant utilisé un Roland Juno
- Franz Ferdinand
- Justice
- The Sounds
- Indochine
- Moby
- The Chemical Brothers
- Laurent Garnier
- William Orbit
- Martin Solveig
- Daft Punk
- Depeche Mode
- The Rusty Bells
- The Cure
- Death from Above 1979
- Human Resource